# Order Świętego Michała (Francja)
Order Świętego Michała (fr. Ordre de Saint-Michel) – francuski świecki zakon rycerski, który z czasem nabrał charakteru odznaczenia państwowego.

## Historia
Order ustanowiony został 1 sierpnia 1469 na zamku Amboise przez króla Ludwika XI dla uczczenia patrona Francji św. Archanioła Michała, w rzeczywistości w celu nagradzania szlachty wiernej królowi. Liczba kawalerów została ograniczona do 36. Już sto lat później znaczenie orderu spadło bardzo nisko poprzez masowe nadania za czasów Franciszka II i Karola IX i sprzedaż dyplomów przez Katarzynę Medycejską i Henryka III, tak że Henryk III (gdy wstępował na tron, św. Michał miał ok. 700 kawalerów) był zmuszony ustanowić nowy najwyższy Order św. Ducha, gdzie warunkiem nadania było posiadanie orderu św. Michała. Nadużycia trwały jednak nadal, tak że Ludwik XIV w 1661 nakazał wszystkim kawalerom św. Michała poddać się weryfikacji przed specjalną komisją, a w 1665 ogłosił nowe statuty, które ograniczyły liczbę członków do 100 kawalerów i 6 duchownych i jako warunki nadania ustanowiły: religię katolicką, co najmniej 30 lat życia, pochodzenie szlacheckie i co najmniej 10 lat służby cywilnej lub wojskowej.
Oficjalną siedzibą kapituły i miejscem corocznych zebrań kawalerów zostało opactwo na Mont Saint-Michel, ale ze względu na odległość od Paryża nigdy nie odbyło się tam żadne posiedzenie, a więc siedzibę wkrótce przeniesiono do Vincennes i ostatecznie w 1685 do Paryża.
Zniesiony w czasie rewolucji francuskiej jako odznaczenie państwowe order był nadal nadawany przez wygnanego Ludwika XVIII. Po powrocie na tron w roku 1814 Ludwik XVIII wydał w 1816 nowe statuty orderu, od tej pory miał być nadawany „za zasługi dla nauki, sztuki i przemysłu”, istniał jednak tylko do rewolucji roku 1830, po czym przerodził się w order domowy wygnanej starszej gałęzi Burbonów francuskich. Do dziś jest nadawany przez pretendentów do tronu Francji z linii hiszpańskich Burbonów.

## Insygnia
Insygniami jednoklasowego orderu był noszony na szyi złoty łańcuch składający się z węzłów i muszelek, na którym zawieszony był owalny złoty medalion z podobizną św. Michała Archanioła depczącego szatana. Order nie posiadał gwiazdy.
W czasach Ludwika XV rzadko nadawano łańcuch św. Michała: wprowadzono zamiast niego krzyż maltański z medalionem św. Michała w części środkowej i z liliami francuskimi między ramionami, noszony na czarnej wstędze, przez co order nazywano „czarna wstęga” (Le cordon noir).